# Cybister mesomelas
Cybister mesomelas är en skalbaggsart som beskrevs av Guignot 1942. Cybister mesomelas ingår i släktet Cybister och familjen dykare. Inga underarter finns listade i Catalogue of Life.